# Република Црна Гора (1991—2006)
Република Црна Гора, била је федерална јединица Социјалистичке Федеративне Републике Југославије од 1991. до 1992. године, а затим Савезне Републике Југославије од 1992. до 2003. године, и потом Државне заједнице Србије и Црне Горе од 2003. до 2006. године. Главни град је била Подгорица, а за престоницу је проглашено Цетиње. Државни назив Република Црна Гора озваничен је уставним амандманом LXXXIV од 2. августа 1991, чиме је извршена промена дотадашњег државног назива, који је гласио Социјалистичка Република Црна Гора.

## Историја
У вријеме распада Југославије, Република Црна Гора након бурних политичких потреса одлучила да остане у саставу заједничке државе са Србијом, сто је довело до стварања Савезне Републике Југославије, која је проглашена 27. априла 1992. године. Након постизања политичког споразума о редефинисању односа између Црне Горе и Србије, створена је Државне заједнице Србије и Црне Горе, која је проглашена 4. фебруара 2003. године.
Крајем 1993. године усвојени су нови државни симболи, који су 2004. године поново промјењени.
Република Црна Гора, за разлику од Србије, у коме је новац био југословенски динар, имала је као новац немачку марку, а потом евро (од 2002).
Након референдума о независности Црне Горе, који је одржан 21. маја 2006, на којем је гласало 86,5% бирача, од којих је 55,5% подржало Демократски Блок-Мило Ђукановић, уз проценат изнад прага од 55% договорене са Европском унијом да би референдум био валидан, апсолутни минимум гласова је премашен за 2300 гласова. Скупштина Црне Горе је предузела законске процедуре да би прогласила независност, процес који је завршен 3. јуна 2006. године са проглашењем независности. Након 88 година заједничке државне заједнице се завршила унија Срба и Црногораца.

## Територијална подјела
Република Црна Гора је административно била подељена на 21 општину.
| - Андријевица - Бар - Беране - Бијело Поље - Будва - Даниловград - Жабљак | - Колашин - Котор - Мојковац - Никшић - Плав - Плужине - Пљевља | - Подгорица - Рожаје - Тиват - Улцињ - Херцег Нови - Цетиње - Шавник |

2005. године доношењем Закона о Главном граду формиране су градске општине Голубовци и Тузи.

## Демографија
Укупан број становника Црне Горе према попису из 2003. је 620.145.
Етнички састав:
| - Црногорци — 267.669 (43,16%) - Срби — 198.414 (31,99%) - Бошњаци — 48.184 (7,77%) - Албанци — 31.163 (5,03%) - Муслимани — 24.625 (3,97%) - Хрвати — 6.811 (1,10%) - Роми — 2.601 (0,42%) - Југословени — 1.860 (0,30%) - Македонци — 819 (0,13%) - Словенци — 415 (0,07%) |  | - Мађари — 362 (0,06%) - Руси — 240 (0,04%) - Египћани — 225 (0,04%) - Италијани — 127 (0,02%) - Немци — 118 (0,02%) - остали — 2.180 (0,35%) - неизјашњени — 26.906 (4,34%) - регионално опредељени — 1.258 (0,20%) - непознато — 6.168 (1,00%) |  |  |

Језички састав:
- српски — 393.740 (63,49%)
- црногорски: 136.208 (21,96%)
- албански — 32.603 (5,26%)
- бошњачки — 19.906 (3,21%)
- босански — 14.172 (2,29%)
- хрватски — 2.791 (0,45%)
- ромски — 2.602 (0,42%)
- неизјашњени: 13.902 (2,24%)

Верски састав:
- православци — 460.383 (74,24%)
- муслимани — 110.034 (17,74%)
- католици — 21.972 (3,54%)
- неизјашњени: 13.867 (2,24%)
- није верник: 6.003 (0,97%)